# Acis y Galatea (Händel)
Acis y Galatea (Acis and Galatea en inglés, HWV 49) es una obra musical de Georg Friedrich Händel, con texto en inglés de John Gay. La obra se ha descrito de diversas maneras como una serenata, una masque, una pastoral u ópera pastoral, una "pequeña ópera" (en una carta del compositor mientras la escribía), un entretenimiento y en The New Grove Dictionary of Music and Musicians un oratorio.

## Sinopsis
Acis y Galatea son dos jóvenes amantes que celebran su amor. El gigante Polifemo también está enamorado de Galatea y se muestra celoso y agresivo con la pareja. Polifemo mata a Acis con una piedra, pero Galatea, al ser una diosa, transforma a Acis en una fuente.

## Historia
La obra fue concebida originalmente como una masque de un acto que se estrenó en 1718. Se cree que el director en el estreno fue el propio compositor, Händel. En cuanto a los intérpretes, se desconocen, si bien se cree que Galatea pudo ser la soprano Margherita de L'Epine. La obra no se repuso de nuevo profesionalmente hasta el año 1731, cuando se dio una representación en Londres sin la participación de Händel. Al año siguiente, una producción escenificada de la obra fue montada por Thomas Arne y John Frederick Lampe en el Little Theatre en Haymarket. La producción fue protagonizada por Thomas Mountier como Acis y Susannah Maria Cibber como Galatea. Arne anunció la obra "con todos los grandes coros, escenas, máquinas y otras decoraciones; siendo la primera vez que se interpreta en forma teatral". 
La producción del Little Theatre tuvo mucho éxito y Händel, algo disgustado por la manera en que Arne había promocionado la producción, decidió contestarla adaptando la pieza a una serenata de tres actos para su compañía de ópera italiana. Esta versión incorporaba una cantidad significativa de música de su cantata Aci, Galatea e Polifemo, (1708), así como más música de otras cantatas italianas. Las arias "Un sospiretto" y "Come la rondinella" fueron adaptadas de su cantata Clori, Tirsi e Fileno. La versión revisada fue estrenada en formato de concierto en 1732 por la ópera italiana en Londres y, según Händel, incluía "un gran número de las mejores voces e instrumentos". La obra se anunció en carteles que decían lo siguiente, "No habrá acción en el escenario, pero la escena se representará, en una manera pintoresca, una perspectiva rural, con rocas, bosquecillos, fuentes y grutas; entre los cuales se dispondrá un coro de ninfas y pastores, ropajes, y el resto de la decoración apropiada al tema". Aunque tuvo éxito, la versión en tres actos no fue tan bien recibida como la producción de Arne, pues la mezcla de estilos e idiomas parecía concebida de forma rara. Händel siguió haciendo cambios a su versión de 1732 para representaciones posteriores hasta el año 1741. También representó la obra original en inglés, adaptándola, en el año 1739, al formato de dos actos. 
La versión en inglés de dos actos de Händel es la base de la manera como la obra es representada más frecuentemente en la actualidad, aunque es típico que las producciones modernas usen un arreglo diferente que al concebido por el autor. Acis y Galatea fue sin duda la obra dramática más popular en vida de Händel, y se ha seguido reponiendo en diversas formas, disfrutando de varias representaciones a lo largo de los siglos XVIII al XXI. Un notable arreglo fue el realizado por Wolfgang Amadeus Mozart en 1788 para quien entonces era su mecenas, el barón van Swieten. 
Es la única obra teatral de Händel que nunca ha abandonado el repertorio operístico. No obstante, se representa poco; en las estadísticas de Operabase aparece la n.º 125 de las óperas representadas en 2005-2010, siendo la 9.ª en Reino Unido y la cuarta de Händel, con 26 representaciones en ese período.

## Características musicales
Acis y Galatea fue el pináculo de la ópera pastoral en Inglaterra. De hecho varios escritores, como el musicólogo Stanley Sadie, la consideran la mejor ópera pastoral jamás compuesta. Como es típico del género, Acis y Galatea se escribió para un entretenimiento cortesano sobre la simplicidad de la vida rural y contiene una significativa cantidad de ingenio y autoparodia. Los personajes secundarios, Polifemo y Damon, proporcionan una cantidad significativa de humor sin disminuir el pathos de la tragedia de los personajes principales, Acis y Galatea. La música del primer acto es a la vez elegante y sensual, mientras que el acto final adopta un tono más melancólico y lloroso. Única en la producción de Händel, la ópera se vio significativamente influida por las óperas pastorales representadas en el Theatre Royal, Drury Lane a principios del siglo XVIII. Reinhard Keiser y Henry Purcell también sirvieron como influencias, pero en su conjunto la concepción y ejecución de la obra es totalmente propia de Händel.

## Argumento
Puesto que Acis y Galatea ha sido adaptada muchas veces, es imposible proporcionar un argumento sencillo que refleje apropiadamente cada representación de la obra. La que sigue es la sinopsis para la típica representación en dos actos que es la más usual en la actualidad.

### Acto I
Pastores y ninfas disfrutan el "placer de los simples". La nereida Galatea está enamorada del pastor Acis, e intenta alejar a los pájaros que encienden su pasión por él ("Hush, ye pretty warbling quire!"). El amigo íntimo de Acis, el pastor Damon, aconseja a los amantes mientras estos se persiguen el uno al otro. Canta una bella serenata de estilo siciliano, "Love in her eyes sits playing", con motivo de su primer encuentro. El acto se cierra con un dúo de los jóvenes amantes, "Happy we", al que contesta un coro, que no aparece en el canon original.

### Acto II
La ópera pasa de un mundo pastoral y sensual a una cualidad elegíaca cuando el coro advierte a Acis y Galatea sobre la llegada de un monstruoso gigante, Polifemo, cantando No joy shall last - "Ninguna alegría perdura". La música del coro, una fuga en tono menor, junto con las líneas de percusión en los instrumentos inferiores, indicando los pesados pasos del gigante, proporciona una transición dramática efectiva a la naturaleza más seria del segundo acto. Polifemo entra cantando su amor celoso por Galatea, I rage, I melt, I burn - "Me enojo, me deshago, me quemo", que es un furioso cómico acompañado por recitativos. Le sigue el aria O ruddier than the cherry - "Oh, más rojo que las cerezas"-, que está escrito en contrapunto para una flauta dulce sopranino. Polifemo amenaza con la fuerza pero queda algo suavizado por el imparcial pastor, Coridon (Would you gain the tender creature - "Ganarías a la tierna criatura"). Mientras tanto, Acis ignora la advertencia de Damon de la fugaz existencia de las delicias del amor (Consider, fond shepherd - "Considera, querido pastor") y responde a la hostilidad con la determinación de resistirse (Love sounds th’ alarm - "El amor da la alarma"). Acis y Galatea se prometen fidelidad eterna entre sí en lo que empieza como un dúo (The flocks shall leave the mountains - "Los rebaños abadonarán las montañas") pero al final se vuelve un trío cuando Polifemo se entromete y mata brutalmente a Acis con una piedra en un arrebato de cólera. Galatea, junto con el coro, lamenta la pérdida de su amor (Must I my Acis still bemoan - "Debo aún lamentarme por Acis"). El coro le recuerda que es una diosa y que con sus poderes divinos puede transformar el cadáver de Acis en una bella fuente. La ópera se cierra con un aria de Galatea, el larghetto: Heart, the seat of soft delight  - "Corazón, el asiento del dulce placer", donde ella hace uso de sus poderes para llevar a cabo la transformación, finalizando con un coro que celebra la inmortalidad de Acis.

## Grabaciones
| Año  | Elenco Acis, Galatea, Damon, Polifemo                        | Director Orquesta | Sello discográfico                                                                                      |
| ---- | ------------------------------------------------------------ | --- | --- |
| 1992 | David Gordon, Dawn Kotoski, Glenn Siebert, Jan Opalach       | Gerard Schwarz Orquesta Sinfónica de Seattle y Chorale                                                                                    | Audio CD: Delos Cat: DE 3107                                                                            |
| 1999 | Paul Agnew, Sophie Daneman, Patricia Petibon, Alan Ewing     | William Christie Les Arts Florissants | Audio CD: Erato                                                                                         |
| 2009 | Charles Workman, Danielle de Niese, Paul Agnew, Matthew Rose | Christopher Hogwood Orquesta de la Edad de la Ilustración (Grabación de una interpretación en la Royal Opera House, Covent Garden, marzo) | DVD: Opus Arte Cat. No. OA 1025D Blu-Ray: Opus Arte OA BD7056D Audio CD: premiereopera.net (sin número) |